# 마르티나 실트
마르티나 실트(독일어: Martina Schild, 1981년 10월 26일~)는 스위스의 은퇴한 알파인 스키 선수이다. 2006년 동계 올림픽에서 여자 활강 은메달을 획득했다.

## 개인사
조부인 헤디 슐루네거 또한 알파인 스키 선수로 활동했다.